# Hraniční přechod Karni
Hraniční přechod Karni (hebrejsky: מעבר קרני, Ma'avar Karni,arabsky: معبر كارني nebo معبر المنطار) byl hraniční přechod mezi Izraelem a pásmem Gazy určený pro silniční přepravu, aktivní v letech 1994–2011. V březnu 2011 byl Izraelem trvale uzavřen.
Nachází se v nadmořské výšce cca 60 metrů nedaleko izraelské vesnice Nachal Oz, cca 38 kilometrů severozápadně od Beerševy a cca 4 kilometry jižně od města Gaza. Na dopravní síť je na izraelské straně napojen pomocí dálnice číslo 25.

## Dějiny

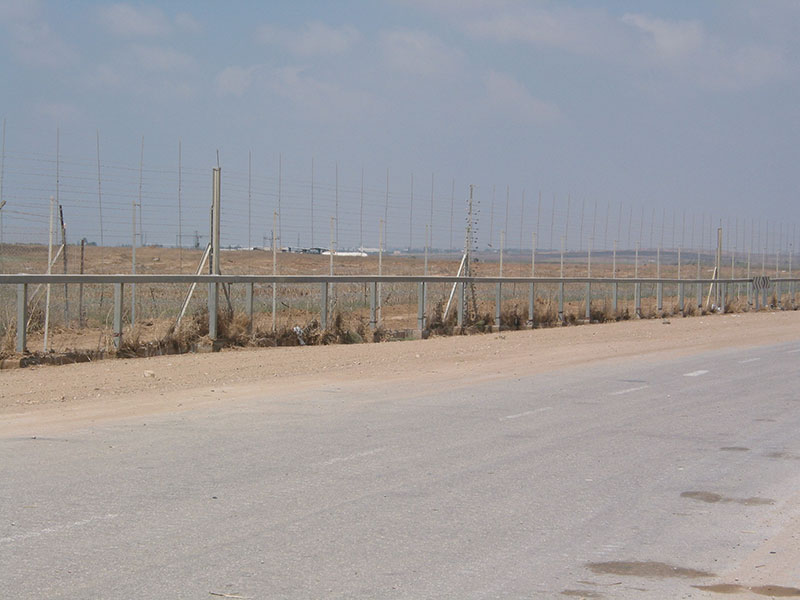
Hraniční plot oddělující Izrael a pásmo Gazy poblíž přechodu Karni

Hraniční přechod Karni slouží jako jeden z mála hraničních přechodů mezi Izraelem a pásmem Gazy. Jde zároveň o jediný přechod umožňující masivní odbavování velkokapacitních nákladních automobilů.
Od 90. let 20. století, kdy byla větší část pásma Gazy převedena pod kontrolu Palestinské autonomie, sloužil tento přechod zároveň i jako jediná silniční spojnice mezi Izraelem a izraelskou osadou v Gaze Necarim, která ležela zcela izolovaně od ostatních izraelských osad, téměř zcela obklopená lidnatými palestinskými sídly. Po provedení jednostranného stažení Izraele z Gazy v létě roku 2005 ovšem přechod sloužil výlučně pro výměnu zboží mezi Izraelem a pásmem Gazy, respektive pro dodávky pomoci do pásma Gazy. V okolí přechodu se v 90. letech 20. století plánovalo zřízení průmyslové zóny. Její rozvoj byl ale poté, co pásmo Gazy ovládlo hnutí Hamás, zastaven.
Jako jedno z hlavních míst kontaktu mezi Izraelci a palestinskými obyvateli pásma Gazy zde opakovaně docházelo k útokům, které směřovaly jednak proti konvojům směřujícím z a do osady Necarim, jednak proti posádce vlastního přechodu. V dubnu 2003 zahájil v prostoru přechodu střelbu palestinský ozbrojenec. Zabil dva lidi a pak byl sám zastřelen izraelskými bezpečnostními silami. K akci se přihlásilo hnutí Hamás. V prosinci 2004 byl nedaleko přechodu zabit izraelský voják poté, co explodovala výbušnina nastražená v kurníku. I k této akci se přihlásil Hamás. K velkému bezpečnostnímu incidentu zde došlo 13. ledna 2005. Večer, těsně před uzavřením přechodu, se skupině palestinských ozbrojenců podařilo odpálit nálož přímo v bráně přechodu, která byla proražena. Na izraelskou stranu pak pronikla skupina Palestinců, která zahájila střelbu. V přestřelce zemřelo šest izraelských civilistů. Tři palestinští útočníci byli zabiti.
Palestinské útoky i izraelské odvetné zásahy vedly k častému odstavování hraničního přechodu z provozu. Situace se dále zkomplikovala po provedení jednostranného stažení Izraele z Gazy v létě roku 2005, po kterém pásmo Gazy postupně bylo ovládnuto hnutím Hamás. Další prohloubení blokády a izolace nastalo poté, co palestinští ozbrojenci zajali v červnu 2006 při výpadu z pásma Gazy izraelského vojáka Gilada Šalita. Například od září 2006 byl přechod dle zpráv z prosince 2006 prakticky trvale uzavřen. Uzavírka přechodu pak prohlubovala ekonomické potíže v pásmu Gazy, protože k jeho plynulému zásobování bylo zapotřebí stovek kontejnerů zboží a pouze přechod Karni měl kapacitu takový obrat materiálu odbavit. 
Zatímco před rokem 2006 zde bývalo odbaveno v průměru 10000 kamionů nákladu, například v dubnu 2010 to bylo pouze 693 vozů. Hraniční přechod je zároveň místem častých pokojných demonstrací a protestů, a to jak izraelského mírového tábora na izraelské straně, tak Palestinců na gazské straně přechodu. 
Po izraelském zásahu proti konvoji do pásma Gazy, ke kterému došlo v květnu 2010, Izrael souhlasil, že část zásilky zboží přiváženého na lodním konvoji vpustí do pásma Gazy přes přechod Karni. Šlo o 128 nákladních vozů, jejichž obsah ale prošel izraelskou kontrolou a selekcí.